# Altenkirchen (Mecklemburgo-Pomerânia)
Altenkirchen é um município da Alemanha localizado no distrito de Vorpommern-Rügen, estado de Mecklemburgo-Pomerânia Ocidental.
Pertence ao Amt de Nord-Rügen.